# Alexander Markowitsch Konstantinopolski
Alexander Markowitsch Konstantinopolski (russisch Александр Маркович Константинопольский, wiss. Transliteration Aleksandr Markovič Konstantinopol'skij, ukrainisch Олександр Маркович Константинопольський/Oleksandr Markowytsch Konstantynopolskyj; * 19. Februar 1910 in Schitomir; † 21. September 1990 in Moskau) war ein sowjetischer Schachmeister und -theoretiker.
Konstantinopolski zählte in den 1930er Jahren zu den besten Schachmeistern der Ukraine. Er war fünfmal in Folge (1932–1936) Meister von Kiew und nahm fünfmal an der Meisterschaft der Ukrainischen SSR teil. Bei seiner ersten Teilnahme an der UdSSR-Meisterschaft 1937 teilte er gemeinsam mit Wjatscheslaw Ragosin hinter Grigori Löwenfisch Platz zwei. Konstantinopolski nahm noch an fünf weiteren UdSSR-Meisterschaften teil. Nach seinem Umzug 1944 nach Moskau nahm er an zahlreichen Meisterschaften der sowjetischen Hauptstadt teil, wobei ihm 1954 mit der geteilten Vizemeisterschaft sein bestes Ergebnis in diesem Wettbewerb gelang. Die FIDE verlieh ihm 1950 den Titel Internationaler Meister und 1983 nachträglich für seine bedeutenden Erfolge in den 1930er Jahren den Ehren-Großmeister-Titel.
Konstantinopolski zählte seit den 1940er Jahren zu den stärksten sowjetischen Fernschachspielern: Er gewann die erste offizielle Meisterschaft der Sowjetunion im Fernschach, ausgespielt 1948–1950. 1961 gewann er mit der UdSSR-Auswahl die 3. Fernschach-Olympiade. 1966 verlieh ihm die ICCF den Titel eines Internationalen Fernschachmeisters.
Bis zum Ausbruch des Zweiten Weltkrieges war Konstantinopolski einer der angesehensten Trainer der Ukraine. Zu seinen Schülern aus dieser Zeit zählt u. a. der Vize-Weltmeister von 1951 Dawid Bronstein. Später war er über 20 Jahre lang Trainer der sowjetischen Damennationalmannschaft. Konstantinopolski war außerdem Autor zahlreicher eröffnungstheoretischer Arbeiten und Herausgeber bedeutender Turnierbücher von UdSSR-Meisterschaften.